# Pénélope

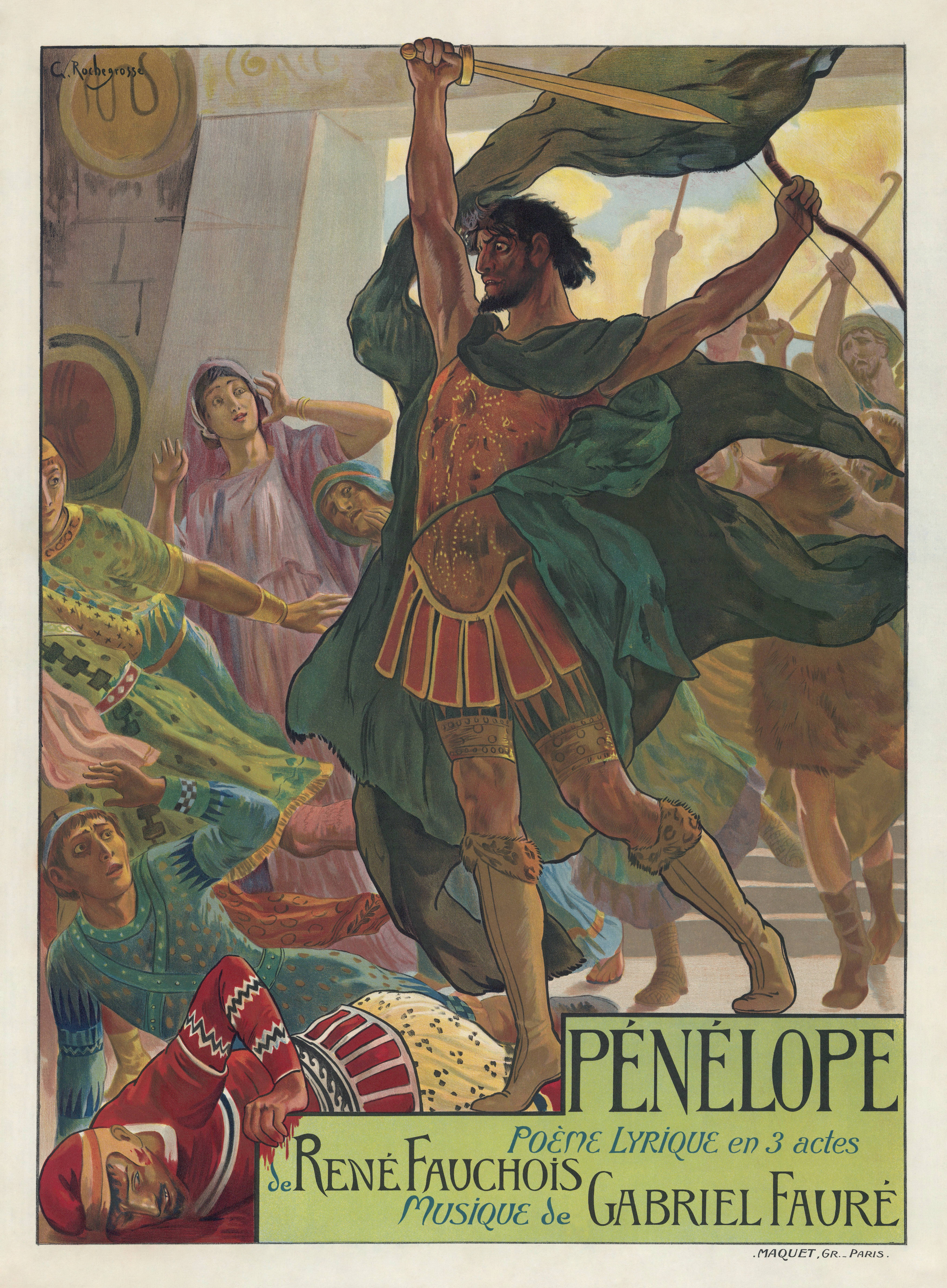
Cartel de 1913, obra de Georges-Antoine Rochegrosse.

Pénélope es una ópera en tres actos con música de Gabriel Fauré y libreto de René Fauchois, basado en la Odisea de Homero. Se estrenó en la Salle Garnier de Montecarlo el 4 de marzo de 1913.
Fauré se sintió inspirado para escribir la ópera después de un encuentro con la soprano Lucienne Bréval en 1907. Ella le recomendó como libretista a Fauchois. El trabajo en la partitura fue lento debido a los compromisos docentes de Fauré en el Conservatorio de París. Por este motivo, el compositor pidió a Fauchois que redujera el libreto de cinco a tres actos, y que cortara el personaje del hijo de Ulises, Telémaco. Fauré terminó la ópera en Lugano el 31 de agosto de 1912. 
El estreno americano de la obra tuvo lugar en el Teatro Colón de Buenos Aires en 1962 dirigida por Jean Fournet con Régine Crespin como protagonista.
No es una ópera que se represente a menudo. En las estadísticas de Operabase aparece con sólo tres representaciones en el período 2005-2010.

## Personajes
| Personaje                                      | Tesitura     | Reparto del estreno Director: Léon Jehin |
| ---------------------------------------------- | ------------ | ---------------------------------------- |
| Pénélope (Penélope)                            | soprano      | Lucienne Bréval                          |
| Ulysse (Ulises)                                | tenor        | Charles Rousselière                      |
| Eumée (Eumeo)                                  | barítono     | Jean Bourbon                             |
| Euryclée (Euriclea)                            | mezzosoprano | Alice Raveau                             |
| Antinoüs (Antínoo)                             | tenor        | Charles Delmas                           |
| Alkandre (Alcandra)                            | mezzosoprano | Germaine Baye                            |
| Mélantho (Melanto)                             | soprano      | Cécile Malraison                         |
| Phylo (Filo)                                   | mezzosoprano | Gabrielle Gilson                         |
| Ctésippe (Ctesipo)                             | tenor        | Robert Couzinou                          |
| Pisandre (Pisandro), pretendiente de Penélope. | tenor        | Bindo Gasparini                          |
| Eurymache (Eurímaco)                           | barítono     | André Allard                             |
| Cléone                                         | mezzosoprano | Durand-Servière                          |
| Leodès                                         | tenor        | Sorret                                   |
| Lydie                                          | soprano      | Florentz                                 |
| Une suivante (una sierva)                      | soprano      | Nelly Courcelle                          |

## Grabación
- Pénélope: Régine Crespin, Raoul Jobin,[7] Robert Massard,[8] Christiane Gayraud, Coro y orquesta de la RTF, dirigida por Désiré-Émile Inghelbrecht (grabación en vivo de 1956, GOP, 2007).
- Pénélope: Jessye Norman, Alain Vanzo,[9] José van Dam, Michèle Command,[10] Conjunto Vocal Jean Laforge, Orquesta Filarmónica de Montecarlo, dirigida por Charles Dutoit (Erato, 1982).